# Liste der Monuments historiques in Dannemarie (Haut-Rhin)
Die Liste der Monuments historiques in Dannemarie führt die Monuments historiques in der französischen Gemeinde Dannemarie auf.

## Liste der Bauwerke
| Bezeichnung    | Beschreibung                       | Standort                     | Kennzeichnung | Schutzstatus | Datum | Bild |
| -------------- | ---------------------------------- | ---------------------------- | ------------- | ------------ | ----- | ---- |
| Motte Manspach | rechteckige mittelalterliche Motte | südwestlich der Stadt (Lage) | PA00135157    | Inscrit      | 1997  |      |

## Liste der Objekte
| Bezeichnung                 | Beschreibung                                                  | Standort                        | Kennzeichnung | Schutzstatus | Datum     | Bild |
| --------------------------- | ------------------------------------------------------------- | ------------------------------- | ------------- | ------------ | --------- | ---- |
| Gemälde Verspottung Christi | Ölfarbe auf Leinwand, vergoldeter Holzrahmen, 18. Jahrhundert | in der Kirche St-Léonard (Lage) | PM68001567    | Inscrit      | 1995      |      |
| Orgel                       | Ensemble aus PM68000448 und PM68002087                        | in der Kirche St-Léonard (Lage) | PM68000880    | Classé       | 1988 2012 |      |
| Orgelprospekt               | 1846 von Joseph Callinet gebaut                               | in der Kirche St-Léonard (Lage) | PM68000448    | Classé       | 1988 2012 |      |
| Instrumentalteil der Orgel  | 1846 von Joseph Callinet gebaut                               | in der Kirche St-Léonard (Lage) | PM68002087    | Classé       | 2012      |      |
| Zwei Bischofsskulpturen     | Holz, 18. Jahrhundert                                         | in der Kirche St-Léonard (Lage) | PM68000518    | Classé       | 1989      |      |
| Gemälde Beweinung Christi   | Ölfarbe auf Leinwand, vergoldeter Holzrahmen, 18. Jahrhundert | in der Kirche St-Léonard (Lage) | PM68001568    | Inscrit      | 1995      |      |